# Inégalités de Morse
En théorie de Morse, les inégalités de Morse sont une famille d'inégalités portant sur la combinatoire de points critiques d'une fonction de Morse sur une variété différentielle compacte M. Ces inégalités ne dépendent pas du choix de la fonction, mais seulement de la topologie de M, à travers les nombres de Betti de M ou autrement dit, sur l'homologie (à coefficients dans ℤ/2ℤ) de la variété. 

## Énoncé
Soit une fonction de Morse f sur une variété différentielle compacte M.
En notant {\displaystyle B_{k}} le k-ième nombre de Betti de la variété M et {\displaystyle c_{k}(f)} le nombre de points critiques d'indice k de f on a :
Inégalités de Morse — 
{\displaystyle c_{k}(f)\geq B_{k}}.
On parle de plusieurs inégalités puisqu'elles portent sur la variable k, c'est donc une inégalité pour chaque k.

## Référence
Michèle Audin et Mihai Damian, Théorie de Morse et homologie de Floer, Les Ulis/Paris, EDP Sciences, 2010, 548 p. (ISBN 978-2-7598-0518-1), 80